# Szczur mindorski
Szczur mindorski (Rattus mindorensis) – gatunek ssaka z podrodziny myszy (Murinae) w obrębie rodziny myszowatych (Muridae) zamieszkujący południowo-wschodnią Azję; według IUCN nie jest zagrożony wyginięciem.

## Zasięg występowania
Szczur mindorski występuje endemicznie na wyspie Mindoro należącej do Filipin. Jest szeroko rozpowszechniony na wielu wzniesieniach we wschodnim Mindoro, zarówno w lesie pierwotnym, jak i wtórnym.

## Taksonomia
Gatunek po raz pierwszy zgodnie z zasadami nazewnictwa binominalnego opisał w 1898 roku brytyjski zoolog Oldfield Thomas nadając mu nazwę Mus mindorensis. Holotyp pochodził z góry Dulangan, na wysokości 5000 ft (1524 m), na wyspie Mindoro, w Filipinach. Holotypem była skóra samca o numerze katalogowym B.M. 97.3.1.4. z kolekcji Johna Whiteheada. Takson który opisał w 1913 roku amerykański przyrodnik Ned Hollister pod nazwą Limnomys picinus, został zsynonimizowany w 1977 roku z R. mindorensis przez Guya Mussera.
R. mindorensis należy do grupy gatunkowej rattus. R. mindorensis jest morfologicznie podobny do R. tiomanicus, ale nie jest filogenetycznie blisko spokrewniony z innymi filipińskimi gatunkami z rodzaju Rattus. Może to być wyspowa forma R. tiomanicus, ale wymaga to dalszych badań. Autorzy Illustrated Checklist of the Mammals of the World uznają ten takson za gatunek monotypowy.

### Etymologia
- Rattus: łac. rattus „szczur”[10].
- mindorensis: Mindoro, Filipiny[11].

## Morfologia
Wymiary dla holotypu podane przez Thomasa: długość ciała (bez ogona) 190 mm, długość ogona 163 mm, długość tylnej stopy 32,5 mm; wymiary dla taksonu picinus podane przez Hollistera: całkowita długość ciała 205 mm, kręgi ogonowe 100 mm, długość tylnej stopy 28 mm; brak szczegółowych danych dotyczących masy ciała. Szczur mindorski jest średniej wielkości szczurem i jest bardzo podobny do szczura malajskiego (R. tiomanicus). Futro jest miękkie, gęste i krótkie. Grzbiet jest koloru ciemnego lub czarno-brązowego, podkreślony kasztanowymi odcieniami oraz pokryty krótkimi, czarnymi włosami ochronnymi. Strona brzuszna jest ciemno-szara, z bladym płowożółtym odcieniem, chociaż u niektórych osobników spód jest ciemnoszary: spód ciała nie jest wyraźnie oddzielony od grzbietu. Stopy są u góry czarne, z nieco jaśniejszymi palcami. Uszy są krótkie i pokryte drobnymi włosami, z kępą ciemniejszych włosów wokół nich: włosy czuciowe są długie. Ogon stanowi około 86% długości ciała, jest prawie nagi i jednobarwny, w kolorze czarnym. Czaszka jest bardzo podobna do czaszki szczura melajskiego. Na stronie brzusznej znajduje się pięć par sutków: jedna piersiowa, jedna pachowa, jedna brzuszna i dwie pachwinowe.

## Ekologia
Szczur mindorski zamieszkuje lasy górskie (pierwotne i wtórne) na wysokości od 1000 do 1500 m n.p.m..
Brak danych na temat nawyków pokarmowych, składu diety, aktywności dobowej, migracji, rozrodu i organizacji społecznej.

## Status zagrożenia i ochrona
W Czerwonej księdze gatunków zagrożonych Międzynarodowej Unii Ochrony Przyrody i Jej Zasobów został zaliczony do kategorii LC (ang. Least Concern „najmniejszej troski”). Populacja wydaje się być stabilna, ale gatunek może być zagrożony wylesianiem z powodu nielegalnego pozyskiwania drewna na Mindoro, które zwykle występuje na nizinach poza jego preferowanym siedliskiem. Jako że zamieszkuje zarówno lasy pierwotne, jak i wtórne, to wydaje się, że wykazuje tolerancję na pewne zakłócenia jego siedlisk. Występuje w Mounts Iglit–Baco National Park. Potrzebne są badania w celu poznania jego historii naturalnej, taksonomii i zagrożeń dotyczących jego ochrony. 